# Тоти даль Монте
Тоти даль Монте (итал. Toti dal Monte, сценическое имя; настоящее имя — Антониетта Менегелли, итал. Antonietta Meneghelli; 1893—1975) — итальянская оперная певица (сопрано).

## Биография
Родилась 27 июня 1893 года в городке Мольяно‑Венето.
Её отец был школьным учителем и руководителем местного оркестра. Уже в пять лет Антониетта хорошо исполняла сольфеджио и играла на рояле, затем ознакомилась с основами теории музыки. Вскоре вся семья переехала в Венецию, где юная Антониетта стала посещать оперный театр Ла Фениче, где впервые услышала оперу и после спектакля дома распевала полюбившиеся арии.
Поступила в Венецианскую консерваторию как пианистка, училась у Джино Тальяпьетры, ученика Феруччо Бузони. В конце обучения в консерватории она повредила правую руку — разорвала сухожилие, и занялась вокалом у Барбары Маркизио, что повернуло судьбу девушки в сторону пения. Уже в 17 лет она дебютировала в театре Ла Скала в роли Biancofiore в опере «Francesca da Rimini» итальянского композитора Риккардо Дзандонаи, получив мгновенный успех.
Много гастролировала по Италии. В марте 1921 года певица заключила контракт на гастроли по Латинской Америке, выступала в Буэнос-Айресе, Рио-де-Жанейро, Сан-Пауло, Росарио и Монтевидео. В конце этого года вернулась в Италию, работала в Ла Скала. В 1922 году исполнила несколько ролей с итальянским тенором Карло Броккарди в палермском театре Массимо. В конце 1924 года Даль Монте успешно выступала в США — пела в Нью-Йорке, в «Метрополитен‑опера»; выступила в Чикаго, Бостоне, Индианаполисе, Вашингтоне, Кливленде и Сан-Франциско. В 1928 году, во время своего третьего визита в Австралию, она вышла замуж за тенора Энцо де Муро Ломанто; торжество состоялось в соборе Девы Марии в Сиднее.
Даль Монте продолжала гастролировать. Даже во время Второй мировой войны, не в силах отказаться от заранее утверждённых концертов в Берлине, Лейпциге, Гамбурге. Но при первой же возможности она поехала в Англию, где выступала в Лондоне и других английских городах. Затем она отправилась в очередное турне по Европе, посетив Швейцарию, Францию, Бельгию и вернулась в Италию, где  пела во многих операх, но чаще всего — в «Севильском цирюльнике». После гастролей по Южной Америке в 1948 году, певица покинула оперную сцену. Некоторое время работала педагогом. Написала книгу «Голос над миром», которая была переведена на русский язык. За время своей певческой карьеры снималась в кино. В 1931, 1956 и 1963 годах посещала Советский Союз с труппой Джорджо Де Лулло.
Умерла 26 января 1975 года в городе Пьеве-ди-Солиго, где сегодня действует её музей.